# 地峽鮋
地峽鮋，為輻鰭魚綱鮋形目鮋亞目鮋科的其中一種，為熱帶海水魚，分布於西大西洋美國南卡羅萊那州與墨西哥灣北部到巴西海域，棲息深度可達110公尺，體長可達16公分，棲息在底層水域，生活習性不明。